# Weldon Memorial Prize
Der Weldon Memorial Prize oder Weldon Memorial Prize and Medal ist ein Preis für Anwendungen mathematischer oder statistischer Methoden in der Biologie und wird von der Universität Oxford vergeben.
Ursprünglich war eine jährliche Vergabe vorgesehen, die Abstände sind aber in der Regel länger. Benannt ist er nach dem Professor für Zoologie (Linacre Professor für vergleichende Anatomie) in Oxford Walter Frank Raphael Weldon auf Initiative von Francis Galton und Karl Pearson. Nach den Statuten wird er unabhängig von Nationalität oder Zugehörigkeit zu einer Universität vergeben. Der Preisträger ist zu einem Vortrag in Oxford mit anschließendem Dinner eingeladen.
Der Begriff Biologie wird breit interpretiert und umfasst auch Medizin, Soziologie und Psychologie.
Er ist mit einer Bronzemedaille verbunden.

## Preisträger
- 1911 David Heron[2]
- 1912 Karl Pearson
- 1914 Charles B. Goring
- 1920 James Arthur Harris
- 1920 Ethel M. Elderton
- 1923 Johannes Schmidt
- 1926 Major Greenwood
- 1930 Ronald Aylmer Fisher
- 1932 Geoffrey M. Morant
- 1935 Egon Pearson
- 1938 J. B. S. Haldane
- 1941 Julia Bell
- 1944 Prasanta Chandra Mahalanobis
- 1947 Sewall Wright
- 1950 Lionel S. Penrose
- 1953 Frank Yates
- 1956 David J. Finney
- 1959 Edmund Brisco Ford (E. B. Ford)
- 1962 Kenneth Mather
- 1965 Motoo Kimura
- 1969 I. Michael Lerner
- 1971 Maurice S. Bartlett
- 1974 David George Kendall
- 1978 Luca Cavalli-Sforza
- 1980 Robert May
- 1983 David Cox
- 1986 Tomoko Ohta
- 1989 Roy M. Anderson
- 1992 George Oster
- 1995 Michael P. Hassell
- 1996 Martin A. Nowak
- 1998 John Maynard Smith
- 2000 Joseph Felsenstein
- 2001 Elizabeth Thompson[3]
- 2002 Warren Ewens
- 2003 Richard Peto
- 2004 David Sankoff
- 2005 Geoffrey West
- 2006 Nancy Kopell
- 2007 Brian Charlesworth
- 2008 Peter Donnelly
- 2009 David Spiegelhalter
- 2010 Russell Lande
- 2011 David Haussler
- 2012 Gilean McVean
- 2013 Karl Friston
- 2014 John McNamara
- 2015 David J. Brenner
- 2016 Sarah Otto[4]
- 2017 Shripad Tuljapurkar[5]
- 2018 Angela McLean[6]
- 2019 Stephen W. Pacala[7]
- 2020 Simon Myers[8]
- 2022 Graham Medley und die SPI-M-O-Gruppe[9]
- 2024 L. Mahadevan[10]